# Fluorselensäure
Fluorselensäure ist eine anorganische Säure, welche aus Selen, Sauerstoff und Fluor besteht.

## Gewinnung und Darstellung
Die Säure wird aus der Reaktion von Selentrioxid und Flusssäure hergestellt.
{\displaystyle {\ce {SeO3 + HF -> HSeO3F}}}

## Eigenschaften
Fluorselensäure ist eine viskose Flüssigkeit und kann schnell hydrolisiert werden. Es ist ein starkes Oxidationsmittel, welches explosiv mit organischen Verbindungen reagiert.